# Кошлаков Георгій Вадимович
Георгій Вадимович Кошлаков (8 лютого 1936, місто Свердловськ, тепер місто Єкатеринбург Російська Федерація — 7 липня 2017, місто Душанбе, Таджикистан) — радянський і таджицький діяч, гірничий інженер-геофізик, перший заступник голови Ради міністрів Таджицької РСР. Депутат Верховної ради Таджицької РСР 9—11-го скликань. Народний депутат СРСР (1989—1991). Кандидат геолого-мінералогічних наук (1970).

## Життєпис
Батько рано помер, виховувався вітчимом. Георгій Кошлаков проживав разом із родиною у Воронежі, потім у Новосибірську, з 1947 року — в Ташкенті. Закінчив середню школу в місті Ташкенті.
У 1958 році закінчив Середньоазіатський політехнічний інститут у Ташкенті, гірничий інженер-геофізик.
У вересні 1958—1959 роках — інженер-оператор, у 1959—1960 роках — технічний керівник електричних досліджень, у 1960—1962 роках — старший геофізик, у 1962—1966 роках — начальник партії Управління геології Таджицької РСР.
Член КПРС з 1965 до 1991 року.
У 1966—1974 роках — головний інженер Південної геофізичної експедиції Управління геології Таджицької РСР.
У 1974—1978 роках — начальник Управління геології Таджицької РСР.
У 1976 році закінчив Інститут управління народним господарством при Раді міністрів СРСР.
У жовтні 1978 — грудні 1984 року — заступник голови Ради міністрів Таджицької РСР.
У грудні 1984 — 1991 року — 1-й заступник голови Ради міністрів Таджицької РСР.
У 1991 році — міністр у справах промисловості та сировинних ресурсів Таджицької РСР.
У 1991—1992 роках — голова Державного комітету з економіки та прогнозування Республіки Таджикистан.
У 1992—1993 роках — директор з промисловості Акціонерного товариства «Екотад» у Таджикистані.
У 1993—1996 роках — старший радник прем'єр-міністра та президента Республіки Таджикистан з народного господарства.
У 1996—2001 роках — завідувач відділу розвитку гірських територій Ради з вивчення продуктивних сил Академії наук Республіки Таджикистан.
У 2001—2011 роках — завідувач кафедри економіки та менеджменту Російсько-Таджицького (слов'янського) університету в Душанбе. У 2011—2017 роках — професор кафедри Російсько-Таджицького (слов'янського) університету.
Автор понад 76 наукових та науково-методичних праць з проблем пошуків та розвідки корисних копалин, вивчення глибинної будови земної кори, сейсмічного районування та встановлення провісників землетрусів, організації управління та дослідження оргсистем, макроекономіки, маркетингу, управління оргізмінами. Член-кореспондент з 1994 року, дійсний член Міжнародної інженерної академії в Москві з 2011 року.
Помер 7 липня 2017 року в місті Душанбе.

## Основні публікації
- Деякі аспекти економічних взаємин Російської Федерації та Республіки Таджикистан. Душанбе, 2002;
- Напрями системних поглиблених реформ економіки Республіки Таджикистан. Душанбе, 2005;
- Економічні інтереси Росії в Таджикистані: ризики та можливості (у співавт.). Душанбе, 2009;
- Індустрія туризму — пріоритетний напрямок розвитку Республіки Таджикистан. / Вісник університету РТСУ. Душанбе, 2010.

## Нагороди
- орден Трудового Червоного Прапора
- орден Дружби народів
- орден Дружби (28.07.2015) (Російська Федерація)
- орден «Дусті» («Дружби») (Таджикистан)
- Почесний геолог СРСР (1986)
- Заслужений інженер Таджицької РСР (1986)
- Відмінник освіти Республіки Таджикистан (2006)
- Лауреат Державної премії Республіки Таджикистан у галузі науки та техніки ім. Абу Алі ібн Сіно (1977)
- медалі